# اندیس تل حمید
تل حمید یک اندیس غیرفلزی است که در حوالی شهر شرق زمان آباد استان یزد قرار دارد و مادهٔ معدنی موجود در آن، ذغالسنگ است.سنگ میزبان این اندیس شیل،ماسه سنگ آهکی،آهک ماسه ای،مارن است و دیرینگی آن به دوران ژوراسیک می‌رسد. 